# باولو ميغيل كامبوس دي سوزا
باولو ميغيل كامبوس دي سوزا (بالبرتغالية: Paulo Miguel Campos de Sousa‏) (17 سبتمبر 1980 في البرتغال - ) هو لاعب كرة قدم برتغالي في مركز الوسط. لعب مع نادي بوافيشتا وديسبورتيفو تروفينسي.

## وصلات خارجية
- باولو ميغيل كامبوس دي سوزا على موقع قاعدة بيانات كرة القدم.إي يو (الإنجليزية)